# Pyridoxine-doxylamine
La pyridoxine-doxylamine (Diclegis sur le marché américain, anciennement Bendectin aux États‑Unis ; Debendox au R.‑U.; Lenotan et Merbental dans d’autres pays, et actuellement disponible au Canada sous le nom de Diclectin) est une combinaison de chlorhydrate de pyridoxine (vitamine B6) et de succinate de doxylamine. Ce médicament est prescrit pour le traitement des nausées et des vomissements de grossesse ou des nausées du matin.

## Utilisation médicale
La combinaison de pyridoxine, plus communément appelée vitamine B6, et de doxylamine, un antihistaminique, est commercialisée sous le nom de Diclectin au Canada et de Diclegis aux États-Unis et est prescrite pour le traitement des nausées et des vomissements de la grossesse.
Une étude randomisée menée à double insu contrôlée par l’administration de placebos a démontré que la combinaison
de 10 mg de pyridoxine et de 10 mg de doxylamine dans un comprimé à libération retardée est efficace pour soulager les symptômes liés aux nausées et aux vomissements de la grossesse.
La doxylamine et la pyridoxine sont, à l’heure actuelle, considérées comme étant des médicaments compatibles avec la grossesse, et cela est validé par l’évaluation de l’innocuité du produit composite par la Food and Drug Administration (FDA). Le Diclegis (Diclectin) a été classé dans la catégorie A (aucun risque démontré pour le fœtus) par la FDA. Ce système de classification alphabétique des risques pendant la grossesse n’est plus utilisé et est sur le point d'être abandonné par la FDA.

## Point de vue des organisations médicales
Aux États-Unis, l'American Congress of Obstetricians and Gynecologists (en) (ACOG) déclare que l’énoncé selon lequel la prise de vitamine B6 ou de vitamine B6 et de doxylamine est sûre et efficace et devrait être utilisée comme traitement de première intention repose sur des données scientifiques probantes et cohérentes, et a été évalué par l’Agency for Healthcare Research and Quality (en) du département de la Santé et des Services sociaux des États‑Unis, qui a convenu que la mise en œuvre d’une telle recommandation serait avantageuse, car elle se traduirait par une diminution des nausées et des vomissements de la grossesse.
Au Canada, la Société des obstétriciens et gynécologues du Canada (SOGC) a publié des directives cliniques sur le traitement des nausées et des vomissements de la grossesse dans lequel elle déclare que la « combinaison doxylamine/pyridoxine devrait constituer le traitement de référence puisque qu’elle a le plus grand nombre de preuves à l'appui de son efficacité et de sa sécurité. » Le programme Motherisk, un centre d’information sur la tératologie reconnu à l’échelle internationale, situé à l’Hospital for Sick Children de Toronto, a publié un document faisant le point sur la pratique courante pour le traitement des nausées et des vomissements de la grossesse. Cet algorithme mis à jour recommande la combinaison de 10 mg de doxylamine et de 10 mg de pyridoxine comme traitement de première intention pour le traitement des nausées et des vomissements de la grossesse.
En 2013, la Food and Drug Administration (FDA) a approuvé Diclectin pour usage aux États-Unis sous le nom de Diclegis. En 2015, Diclectin a également été approuvé en Israël. 
En juillet 2016, un comité consultatif scientifique de Santé Canada ainsi que la Société des obstétriciens et gynécologues du Canada (SOGC) ont passé en revue le vaste ensemble de preuves scientifiques concernant Diclectin et ont réitéré leur pleine confiance en sa sécurité et son efficacité. 

## Innocuité pendant la grossesse
Comme il y a de nombreuses données scientifiques probantes démontrant que le risque d’avoir un enfant présentant des anomalies congénitales ou de connaître d’autres issues défavorables de la grossesse est le même chez les mères qui ont pris de la pyridoxine‑doxylamine pendant la grossesse que celles qui n’ont pas pris cette combinaison de médicaments, les deux ingrédients du médicament sont considérés comme étant compatibles avec la grossesse ou classés dans la catégorie de médicaments A dans l’ancien système de classification des facteurs de risque durant la grossesse.
Depuis le milieu des années 1950,plus de 33 millions de femmes ont utilisé la combinaison de pyridoxine/doxylamine pendant la grossesse, et des analyses scientifiques ont été effectuées sur plus de 200 000 grossesses exposées à ce médicament afin de déterminer si cette combinaison est nocive pour le fœtus,. Aucune étude épidémiologique n’a démontré d’effet tératogène.
Deux méta‑analyses distinctes ont été réalisées et visaient à évaluer les répercussions sur la grossesse de l’utilisation d’une combinaison de pyridoxine et de doxylamine avec ou sans dicyclomine durant le premier trimestre de grossesse,. La première méta‑analyse, publiée en 1988, combinait les données de 12 études de cohorte et de cinq études cas‑témoin, et la deuxième méta‑analyse, publiée en 1994, combinait les données de 16 études de cohorte et de 11 études cas‑témoin. Ces études regroupaient plus de 200 000 grossesses exposées au Bendectin, et aucun risque accru de malformations majeures n’a été observé,. Des analyses distinctes ont été réalisées pour des malformations précises, y compris des malformations cardiaques, des malformations des membres (membres plus petits), des becs‑de‑lièvre et des malformations du système génital ; aucun risque accru pour ces malformations n’a été observé.
En 1989, un rapport sur l’innocuité du médicament combinant la pyridoxine-doxylamine aux fins du traitement des Nausées et Vomissements de Grossesse (NVG) a été élaboré par un groupe d’experts canadiens et américains pour le Comité consultatif sur la physiologie de la reproduction à l’intention de la Direction générale de la protection de la santé (maintenant appelée la Direction générale des produits de santé et des aliments) de Santé Canada. Ces experts scientifiques ont conclu que de nombreuses études sur les animaux et les humains qui ont été rapportées dans la littérature scientifique et médicale ont démontré que le Bendectin n’est pas un tératogène. L’innocuité du Bendectin/Diclectin aux fins du traitement des nausées et des vomissements de la grossesse a été établie par son utilisation par des milliers de femmes enceintes.
Une étude a été réalisée pour déterminer si la combinaison de pyridoxine et de doxylamine avait des répercussions sur le développement neurologique de l’enfant y étant exposé dans l’utérus. Selon les résultats de cette étude, il n’y a aucune différence quant au quotient intellectuel entre les enfants qui ont été exposés à la pyridoxine/doxylamine dans l’utérus et ceux qui n’y ont pas été exposés.

## Effets secondaires
La pyridoxine est une vitamine hydrosoluble habituellement considérée comme une vitamine n’entraînant pas d’effets indésirables,.
La réaction indésirable liée à la doxylamine la plus souvent signalée est la somnolence. Les autres réactions indésirables associées au succinate de doxylamine peuvent notamment comprendre des vertiges, de la nervosité, des douleurs épigastriques, des maux de tête, des palpitations, de la diarrhée, une désorientation, de l’irritabilité, des convulsions, une rétention urinaire ou de l’insomnie.
Il n’est pas recommandé de prendre de la doxylamine avec d’autres médicaments de la même catégorie, avec des médicaments qui agissent sur le système nerveux central (SNC) ou avec de l’alcool puisque cela peut augmenter le risque d’effets indésirables,. Pour diminuer le risque de certains effets indésirables, la personne qui prend des médicaments de la catégorie des inhibiteurs de la monoamine oxydase (IMAO) ne devrait pas prendre de la doxylamine. De plus, la personne qui présente certains problèmes médicaux devrait faire preuve de prudence lorsqu’elle utilise de la doxylamine ou même s’abstenir d’en utiliser,.
Comme la doxylamine a une masse moléculaire suffisamment petite pour passer dans le lait maternel, les femmes ne devraient pas allaiter si elles utilisent des produits contenant de la doxylamine puisque cela pourrait entraîner des effets indésirables pour l’enfant allaité.

## Historique
La combinaison de doxylamine et de vitamine B6 a d’abord été présentée sur le marché américain sous le nom de Bendectin, en 1956. À cette époque, le Bendectin était un médicament sur ordonnance composé de trois ingrédients. Le troisième ingrédient, la dicyclomine, un anticholinergique/antispasmodique classé dans la catégorie B du système de classification des risques pendant la grossesse, a été retiré de la formule en 1976 en raison de son manque d’efficacité. Le Bendectin (doxylamine/vitamine B6) a volontairement été retiré du marché en 1983 par son fabricant, Merrell Dow Pharmaceuticals, à la suite de nombreuses poursuites selon lesquelles le médicament causait des malformations congénitales, et ce, même si un groupe d’experts de la FDA a conclu qu’aucun lien entre le Bendectin et les malformations congénitales n’avait été établi. Dans le cadre de ces poursuites, on alléguait que le Bendectin entraînait toutes sortes de malformations fœtales et de problèmes connexes, y compris des malformations des membres et d’autres malformations musculosquelettiques, des lésions faciales et cérébrales, des anomalies du système respiratoire, gastro-intestinal, cardiovasculaire et génito‑urinaire, des maladies du sang et le cancer. Le cas le plus populaire concernant ce médicament est l’affaire Daubert c. Merrell Dow (en) en 1993. Cette instance a été menée par le célèbre avocat de la défense Melvin Belli. Il a plus tard été établi que le témoin vedette dans l’affaire contre le médicament Bendectin, William McBride (en), avait falsifié des recherches portant sur les effets tératogènes du médicament, et il a été radié du registre des médecins en Australie,.
Un examen complet des données probantes présentées dans le cadre des procédures judiciaires relatives au médicament Bendectin a été résumé, et il a été conclu que rien n’indique que l’utilisation clinique du médicament entraîne des anomalies congénitales.
En 1999, la FDA a publié une déclaration où elle résumait son opinion à l’égard de l’innocuité de la pyridoxine‑doxylamine durant la grossesse : « La FDA a déterminé que le médicament Bendectin, un comprimé composé de chlorhydrate de pyridoxine (10 mg) et de succinate de doxylamine (10 mg) pour la prévention des nausées de la grossesse n’avait pas été retiré du marché pour des raisons d’innocuité ou d’efficacité. »
Le lundi 8 avril 2013, la FDA a approuvé le retour de la combinaison doxylamine‑pyridoxine sous la nouvelle marque de commerce Diclegis. Le médicament est fabriqué par Duchesnay Inc.

## Société et culture
L’affaire Bendectin et le retrait subséquent du médicament du marché américain ont entraîné de nombreuses conséquences. D’abord, il y a immédiatement eu une augmentation du taux d’hospitalisation pour des nausées et des vomissements durant la grossesse. Ensuite, cela a créé un manque au chapitre des traitements, c'est‑à‑dire qu’il n’existait plus de médicament reconnu comme étant sécuritaire pouvant être utilisé pour soulager les nausées du matin chez les femmes enceintes aux États‑Unis, une affection qui, dans sa forme la plus grave, communément appelée hyperemesis gravidarum, peut mettre la vie des femmes en danger et les forcer à mettre fin à leur grossesse.
L’absence sur le marché d’un médicament sûr et efficace pour le traitement des nausées et des vomissements de la grossesse a mené à l’utilisation d’autres médicaments ayant fait l’objet de moins d’études durant la grossesse,,. Puis, il a été avancé que, à la suite de l’affaire Bendectin, les sociétés pharmaceutiques n’ont plus voulu élaborer de médicaments pour les patientes enceintes. Par conséquent, seuls quelques médicaments ont été approuvés par la FDA pour le traitement d’affections liées à la grossesse au cours des dernières décennies. Enfin, la perception selon laquelle tous les médicaments sont tératogènes s’est répandue chez les femmes enceintes et les professionnels de la santé. La peur non fondée de prendre des médicaments durant la grossesse a forcé de nombreuses femmes à s’abstenir de recevoir le traitement approprié dont elles avaient besoin. Le fait de ne pas traiter des affections médicales durant la grossesse peut entraîner des issues indésirables de la grossesse ou une mortalité accrue chez la mère et le bébé. Une sensibilisation continue des médecins et de la population en général a entraîné des améliorations quant à la perception de l’utilisation de médicaments durant la grossesse; cependant, d’autres progrès sont nécessaires pour qu’on puisse surmonter les effets dévastateurs de la saga Bendectin,.
D’un point de vue juridique, l’affaire Daubert c. Merrell Dow Pharmaceuticals (en) de 1993 a établi une nouvelle norme pour l’admission du témoignage d’un expert devant les tribunaux fédéraux en remplacement de la norme Frye (en).